# Chicha Amatayakul
Chicha Amatayakul (tiếng Thái: ชิชา อมาตยกุล, phiên âm: Chi-cha A-ma-ta-da-cun, sinh ngày 5 tháng 8 năm 1993), tên khai sinh là Kanyawee Phumsiridol (กัลยวีร์ ภูมิสิริดล, phiên âm: Can-da-vi Phum-si-ri-đon) còn có nghệ danh là Kitty (คิทตี้), là một nữ diễn viên, ca sĩ và người mẫu người Thái Lan. Cô là cựu thành viên của nhóm nhạc nữ Kiss Me Five từ hãng thu âm Kamikaze và được biết đến nhiều nhất với vai diễn Nanno trong tựa phim Cô gái đến từ hư vô của Netflix.

## Cuộc đời và sự nghiệp
Amatayakul sinh ngày 5 tháng 8 năm 1993. Cô học lớp 4 tại trường Chitralada. Và hiệu chuẩn cho cấp trung học theo Chương trình giảng dạy của Anh (IGCSE) ở tuổi 15 trước khi bước vào giáo dục đại học tại Khoa Kinh doanh Đại học Giả định và Khoa Luật Đại học Ramkhamhaeng
Năm 2010, cô tham gia vào hãng đĩa Kamikaze và đã hợp tác với ban nhạc Kiss Me Five cùng Bow Maylada, Bam Pakakanya, Gail Natcha và Mild Krittiya.

## Sự nghiệp điện ảnh

### Phim truyền hình
| Năm       | Phim                                              | Vai diễn    | Ghi chú   | Nguồn |
| --------- | ------------------------------------------------- | ----------- | --------- | ----- |
| 2013      | ชาติเจ้าพระยา                                       | Dujdao      |           |       |
| 2013      | จุดนัดภพ ปี 2ตอน สาวปากแดงตอน รักจุกอก                 | Saipan      | Khách mời |       |
| 2013      | ATM 2 คู่เวอร์เออเร่อเออรัก                            | Cookie      |           |       |
| 2015      | Love Blood จัดรักให้ตรงกรุ๊ป                           | Golf        |           |       |
| 2015      | รักนี้ผีคุ้มตอน พ่อหนูเป็นผี                                |             | Khách mời |       |
| 2015      | รับแซ่บ My Boss                                     | Pim         |           |       |
| 2015      | ปริศนาอาฆาต                                        |             |           |       |
| 2015      | สิงห์สี่แคว                                           | Dujdao      |           |       |
| 2015      | Love Songs Love Stories เพลง คิดถึงฉันไหมเวลาที่เธอ... |             |           |       |
| 2016      | กรุงเทพ..มหานครซ้อนรัก                               | Kitty       | Khách mời |       |
| 2017      | แหวนดอกไม้                                         | Oum         |           |       |
| 2018      | Ngọn lửa đam mê                                   | I-Tim       |           |       |
| 2018–2021 | Cô gái đến từ hư vô                               | Nanno       | 2 phần    |       |
| 2020      | เสียดาย                                            | Pu          |           |       |
| 2021      | The Serpent                                       | Suda Romyen |           | [ 9 ] |

### Phim điện ảnh
| Year | Film                    | Role | Note      |
| ---- | ----------------------- | ---- | --------- |
| 2017 | The Serpent's Song      |      | Phim ngắn |
| 2017 | เน็ต ไอ ดาย #สวยตายล่ะมึง! |      |           |
| 2019 | จอมขมังเวทย์ 2020         |      |           |
| 2019 | โจรปล้นโจร               |      |           |
| 2020 | 7 Boy Scouts            |      |           |